# Lodewijk de Stamelaar
Lodewijk II (1 november 846 – Compiègne, 10 april 879), de stamelaar of de stotteraar (Fr. le Bègue), was koning van West-Francië.

## Jeugd
Lodewijk was een zoon van Karel de Kale en diens eerste vrouw Ermentrudis van Orléans. Hij was zwak en ziekelijk, en hield van vrede en rechtvaardigheid. Doordat hij stotterde had hij veel moeite om serieus genomen te worden als toekomstige koning. Ook had hij een slechte verstandhouding met zijn vader, die weigerde om hem een functie met werkelijke inhoud te geven.
In 856 werd hij verloofd met een dochter van Erispoë en werd hij formeel benoemd tot onderkoning van Neustrië en graaf van Le Mans. Na een opstand in Bretagne werd de verloving echter verbroken en moest Lodewijk naar het hof van zijn vader vluchten. In 861 moest hij dat hof juist weer ontvluchten omdat hij zijn zuster Judith had geholpen weg te lopen met de latere Boudewijn I van Vlaanderen. Het volgende jaar begon Lodewijk een opstand tegen zijn vader met hulp van de Neustrische adel. Ook trouwde hij in 862 in het geheim met zijn eerste vrouw, tegen de wil van zijn vader. Later in 862 verzoenden Lodewijk en Karel zich, en Lodewijk werd benoemd tot gouverneur van Neustrië en graaf van Meaux. In 867 werd hij benoemd tot koning van Aquitanië maar vele bevoegdheden werden door zijn vader aan andere edelen gegeven, onder andere aan graaf Bosso van Provence. In 875 trouwde Lodewijk, onder druk van zijn vader, opnieuw, maar verstootte zijn eerste vrouw pas in 876-877.

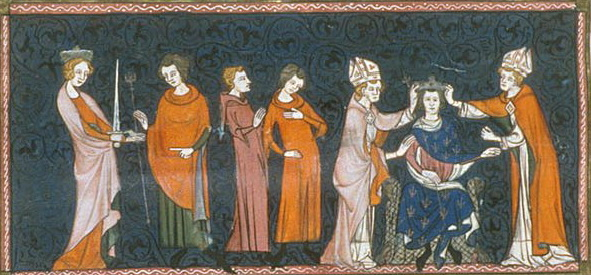
Kroning van Lodewijk II de Stamelaar (rechts); zijn stiefmoeder Richildis van Provence (links) reikt rijkszwaard en scepter aan.

## Koning
Na het overlijden van zijn vader in 877 gaf Lodewijk grote bezittingen weg aan de adel om zijn positie te verzekeren. Er ontstond bijna een burgeroorlog toen het leger dat uit Italië terugkeerde merkte wat het was misgelopen. Na bemiddeling door aartsbisschop Hincmar van Reims werd Lodewijk op 8 december door hem gekroond te Compiègne. De kroning werd op 8 september 878 herhaald door paus Johannes VIII te Troyes, die echter weigerde om Lodewijks tweede vrouw te kronen omdat hij hun huwelijk als ongeldig beschouwde. De kinderen uit het tweede huwelijk werden (in ieder geval door de kerk) lange tijd als onwettig beschouwd.
Tijdens een samenkomst met zijn neef Lodewijk de Jonge van Oost-Francië tekende Lodewijk het verdrag van Voeren (Fr: Fourons) op 1 november 878 en bereidde (voordat een verdergaande samenwerking met de overige Karolingische vorsten werd bereikt) een veldtocht voor tegen de Vikingen aan de Loire en het opstandige zuiden van zijn rijk. Lodewijk moest echter ziek terugkeren naar Compiègne. Hij overleed te Compiègne op Goede Vrijdag 10 april 879 en werd op 11 april aldaar begraven in het klooster van Notre-Dame.
Lodewijk werd opgevolgd door zijn twee zoons uit zijn eerste huwelijk.

## Huwelijken en kinderen
Lodewijk II huwde op 1 maart 862 met Ansgardis van Bourgondië (ca. 840 - 2 november 880/882), een dochter van graaf Harduin. Uit dit huwelijk werden geboren:
- Lodewijk III der Franken (ca. 863 – 5 augustus 882)
- Karloman der Franken (ca. 867 – 6 december 884)
- Gisela der Franken (ca. 870 - 12 december 884), gehuwd met Robert van Troyes
- Irmtrud der Franken, (ca. 877 - ca. 910)
- Hildegard (ovl. na 896)

Omstreeks 875 huwde Lodewijk II met Adelheid van Parijs (853 – ca. 10 november 901) (dochter van Paltsgraaf Adalhard). Uit dit huwelijk werden geboren:
- Karel III 'de Eenvoudige' van West Francië (17 september 879 – Péronne, 7 oktober 929), dus na de dood van zijn vader geboren, gehuwd met Eadgifu van Engeland, dochter van Edward de Oudere

## Voorouders
| Voorouders van Lodewijk de Stamelaar | Voorouders van Lodewijk de Stamelaar                        | Voorouders van Lodewijk de Stamelaar                        | Voorouders van Lodewijk de Stamelaar                        | Voorouders van Lodewijk de Stamelaar                        | Voorouders van Lodewijk de Stamelaar                          | Voorouders van Lodewijk de Stamelaar                          | Voorouders van Lodewijk de Stamelaar                        | Voorouders van Lodewijk de Stamelaar                        |
| ------------------------------------ | ----------------------------------------------------------- | ----------------------------------------------------------- | ----------------------------------------------------------- | ----------------------------------------------------------- | ------------------------------------------------------------- | ------------------------------------------------------------- | ----------------------------------------------------------- | ----------------------------------------------------------- |
| Overgrootouders                      | Karel de Grote (747-814) ∞ Hildegard (758-783)              | Karel de Grote (747-814) ∞ Hildegard (758-783)              | Welf van Altdorf (744-) ∞ Eigilwich (-)                     | Welf van Altdorf (744-) ∞ Eigilwich (-)                     | Hadrianus van Orléans (760–821) ∞ 1 Waldrada van Hornbach (-) | Hadrianus van Orléans (760–821) ∞ 1 Waldrada van Hornbach (-) | Leuthard I van Parijs (760–816) ∞ 1 Grimhilde (-)           | Leuthard I van Parijs (760–816) ∞ 1 Grimhilde (-)           |
| Grootouders                          | Lodewijk de Vrome (778-840) ∞ Judith van Beieren (805-843)  | Lodewijk de Vrome (778-840) ∞ Judith van Beieren (805-843)  | Lodewijk de Vrome (778-840) ∞ Judith van Beieren (805-843)  | Lodewijk de Vrome (778-840) ∞ Judith van Beieren (805-843)  | Odo van Orléans (780-834) ∞ Engeltrude van Parijs (790-850)   | Odo van Orléans (780-834) ∞ Engeltrude van Parijs (790-850)   | Odo van Orléans (780-834) ∞ Engeltrude van Parijs (790-850) | Odo van Orléans (780-834) ∞ Engeltrude van Parijs (790-850) |
| Ouders                               | Karel de Kale (823-877) ∞ Ermentrudis van Orléans (830-869) | Karel de Kale (823-877) ∞ Ermentrudis van Orléans (830-869) | Karel de Kale (823-877) ∞ Ermentrudis van Orléans (830-869) | Karel de Kale (823-877) ∞ Ermentrudis van Orléans (830-869) | Karel de Kale (823-877) ∞ Ermentrudis van Orléans (830-869)   | Karel de Kale (823-877) ∞ Ermentrudis van Orléans (830-869)   | Karel de Kale (823-877) ∞ Ermentrudis van Orléans (830-869) | Karel de Kale (823-877) ∞ Ermentrudis van Orléans (830-869) |
| Lodewijk de Stamelaar (846-877)      |                                                             |                                                             |                                                             |                                                             |                                                               |                                                               |                                                             |                                                             |